# Transksiężycowa transmisja laserowa

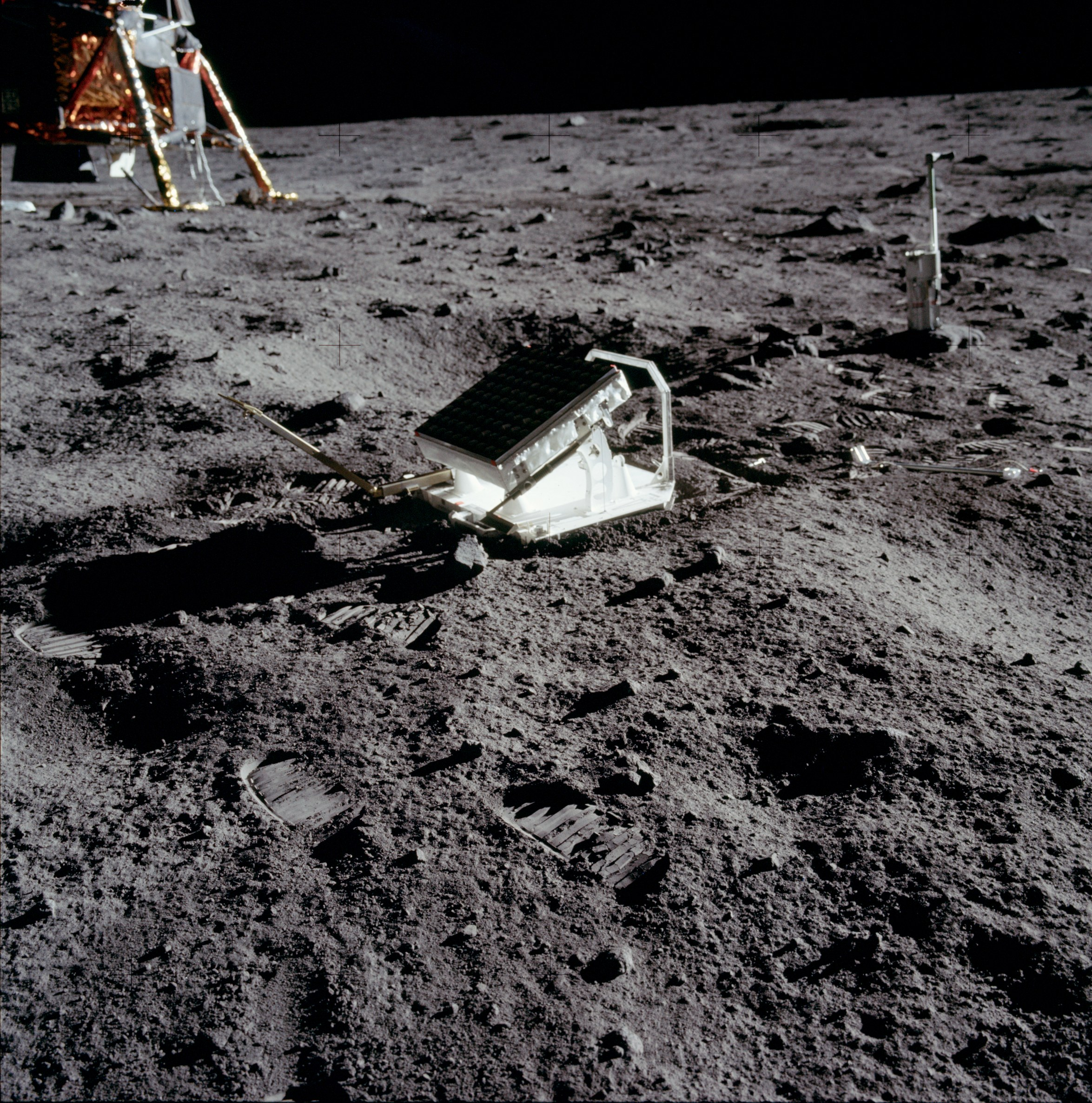
Reflektor dla eksperymentu transksiężycowej transmisji laserowej, pozostawiony przez misję Apollo 11.

Będący w toku eksperyment transksiężycowej transmisji laserowej służy pomiarom odległości pomiędzy Ziemią a Księżycem, przy pomocy transmisji laserowej. Lasery na Ziemi są kierowane ku retroreflektorom, umieszczonym na powierzchni Księżyca przez załogi misji księżycowych podczas programu Apollo (11, 14 i 15), po czym mierzy się czas powrotu odbitego światła.

## Historia

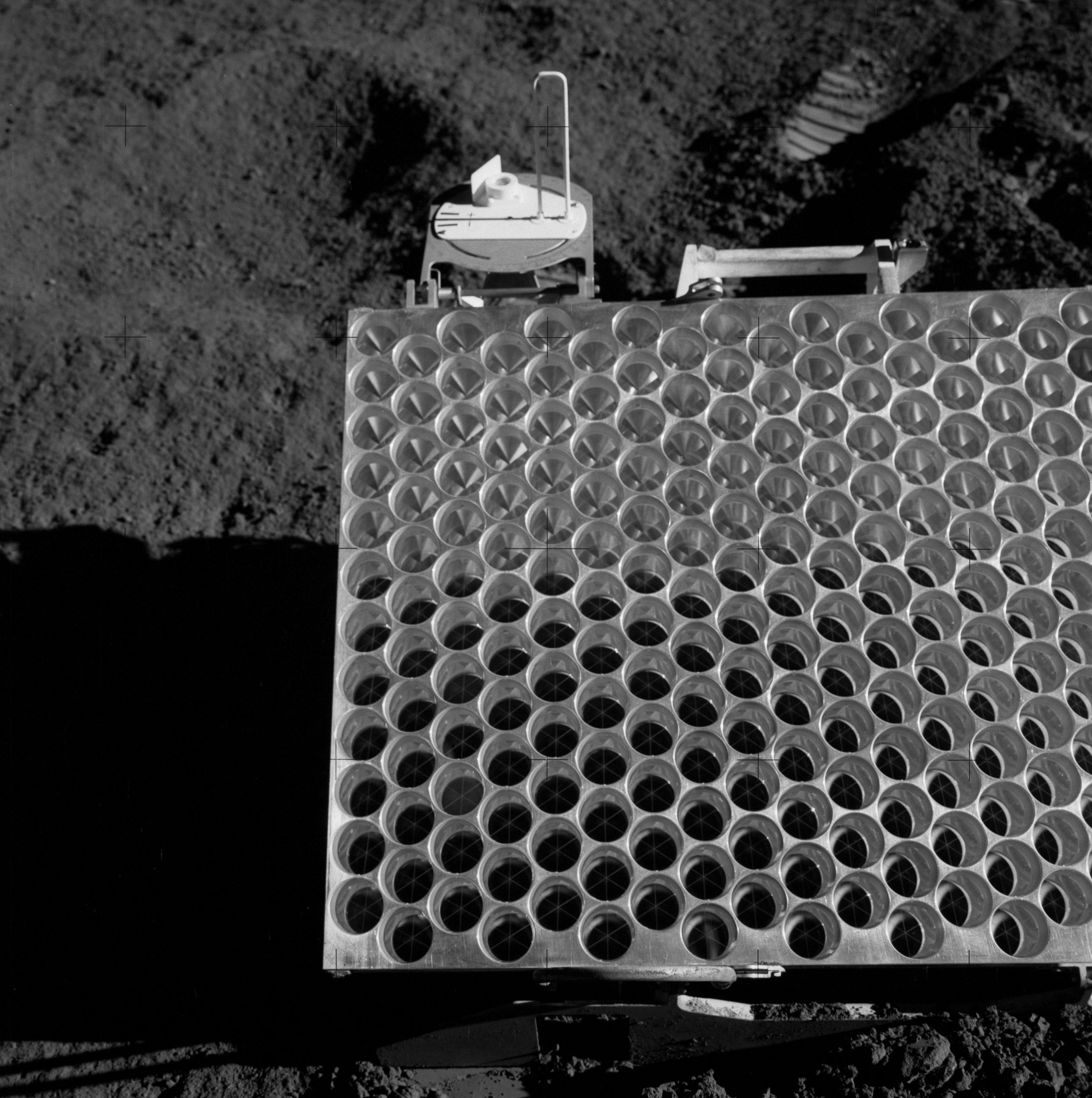
Apollo 15 LRRR

Schemat aparatury pozostawionej przez Apollo 15

Pierwsze udane testy przeprowadzono w 1962, kiedy to zespół z Massachusetts Institute of Technology, używając milisekundowych impulsów lasera, zaobserwował ich odbicie od powierzchni Księżyca. W tym samym roku podobne pomiary przeprowadził zespół radziecki w Krymskim Obserwatorium Astrofizycznym przy pomocy impulsowego lasera rubinowego. Większą dokładność osiągnięto po ustawieniu 21 lipca 1969 zespołu retroreflektorów przez załogę Apollo 11, oraz dwóch dodatkowych zestawów przez załogi Apollo 14 i Apollo 15. Zwieńczone sukcesem pomiary księżycowej transmisji laserowej do retroreflektorów zgłoszono po raz pierwszy przez 3,1-metrowy teleskop w Obserwatorium Licka, Obserwatorium Transksiężycowych Transmisji laserowych Air Force Cambridge Research Laboratories w Arizonie, obserwatorium Pic du Midi de Bigorre we Francji, Obserwatorium Astronomiczne w Tokio oraz McDonald Observatory w Teksasie.

## Szczegóły
Odległość do Księżyca obliczana jest w przybliżeniu równaniem:
Odległość = (Prędkość światła × Czas potrzebny na odbicie) / 2.
W rzeczywistości, czas przejścia światła, wynoszący około 2,5 sekundy, jest obarczony względną prędkością Ziemi i Księżyca, obrotem Ziemi wokół osi, libracją, pogodą, ruchem polarnym, opóźnieniami w ziemskiej atmosferze, ruchem stacji obserwacyjnej na skutek ruchów tektonicznych oraz pływów morskich, różnymi prędkościami propagacji światła w powietrzu oraz efektami relatywistycznymi. Niemniej jednak odległość Ziemia-Księżyc mierzona jest z rosnącą dokładnością od przeszło 35 lat. Dystans ten zmienia się ciągle na skutek wielu powodów, ale średnio wynosi 384 467 km.
Na powierzchni Księżyca, wiązka lasera jest szeroka na około 6,5 km, i naukowcy porównują zadanie dobrego wycelowania go do mierzenia karabinem w ruchomą dziesięciocentówkę oddaloną o 3 km. Odbite światło jest zbyt słabe, aby dostrzegło je ludzkie oko. Na 107 fotonów skierowanych w zwierciadło, tylko jeden powróci na Ziemię, nawet przy dobrych warunkach. Fotony te można rozpoznać jako pochodzące z lasera dzięki ich wysokiej monochromatyczności. Jest to jeden z najprecyzyjniejszych pomiarów odległości, jakich kiedykolwiek dokonano i odpowiada ustaleniu odległości pomiędzy Los Angeles a Nowym Jorkiem z dokładnością do 0,25 mm. Od 2002 trwają starania nad zwiększeniem dokładności pomiarów do niemal milimetra, choć wydajność reflektorów maleje wraz z wiekiem.

## Wyniki
Dane wyników pomiarów dostępne są w Paris Observatory Lunar Analysis Center, oraz w aktywnych stacjach. Niektóre z wyników tego długotrwałego eksperymentu to:
- Oddalanie się Księżyca w tempie 3,8 cm na rok[3]. Tempo to zostało określone jako anormalnie duże[7].
- Prawdopodobne posiadanie przez Księżyc ciekłego rdzenia o średnicy 20% Księżyca[8].
- Duża stabilność uniwersalnej siły grawitacji. Doświadczenia wykazały, że ewentualne zmiany newtonowskiej stałej grawitacji są mniejsze niż (2±7)×10−13 na rok[9].
- Wykluczenie z dużą precyzją prawdopodobieństwa efektu Nordtvedta (przyspieszenia różnicowego Księżyca i Ziemi ku Słońcu na skutek ich różnych stopni skupienia)[10][11], co silnie wspiera silną zasadę odpowiedniości.
- Potwierdzenie przewidywań ogólnej teorii względności na temat orbity Księżyca[8].

## Galeria zdjęć

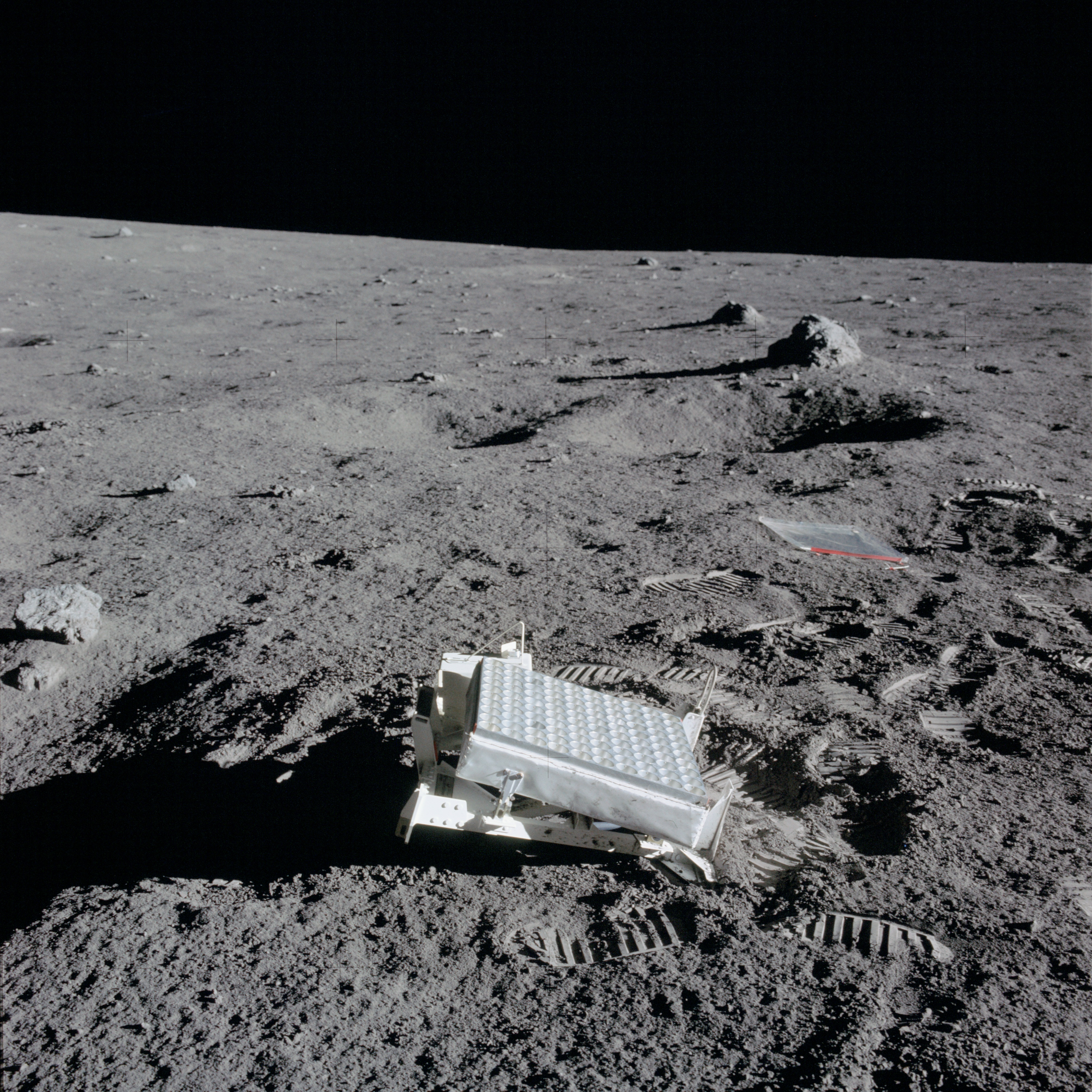
Pozostawiony przez Apollo 14 retroreflektor (LRRR).
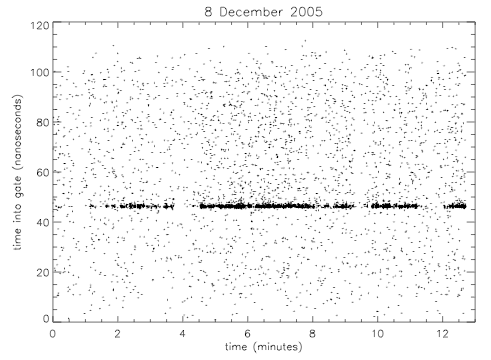
APOLLO Collaboration, czasy powrotów impulsów
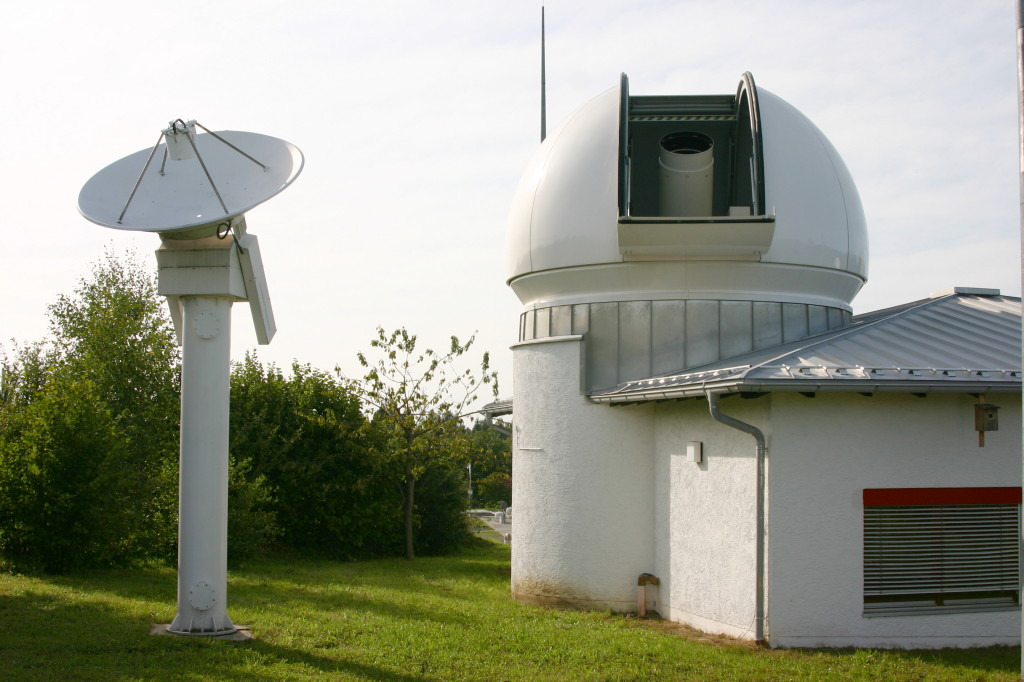
Aparatura pomiarowa w Wettzell stacja podstawowa, Bawaria, Niemcy.
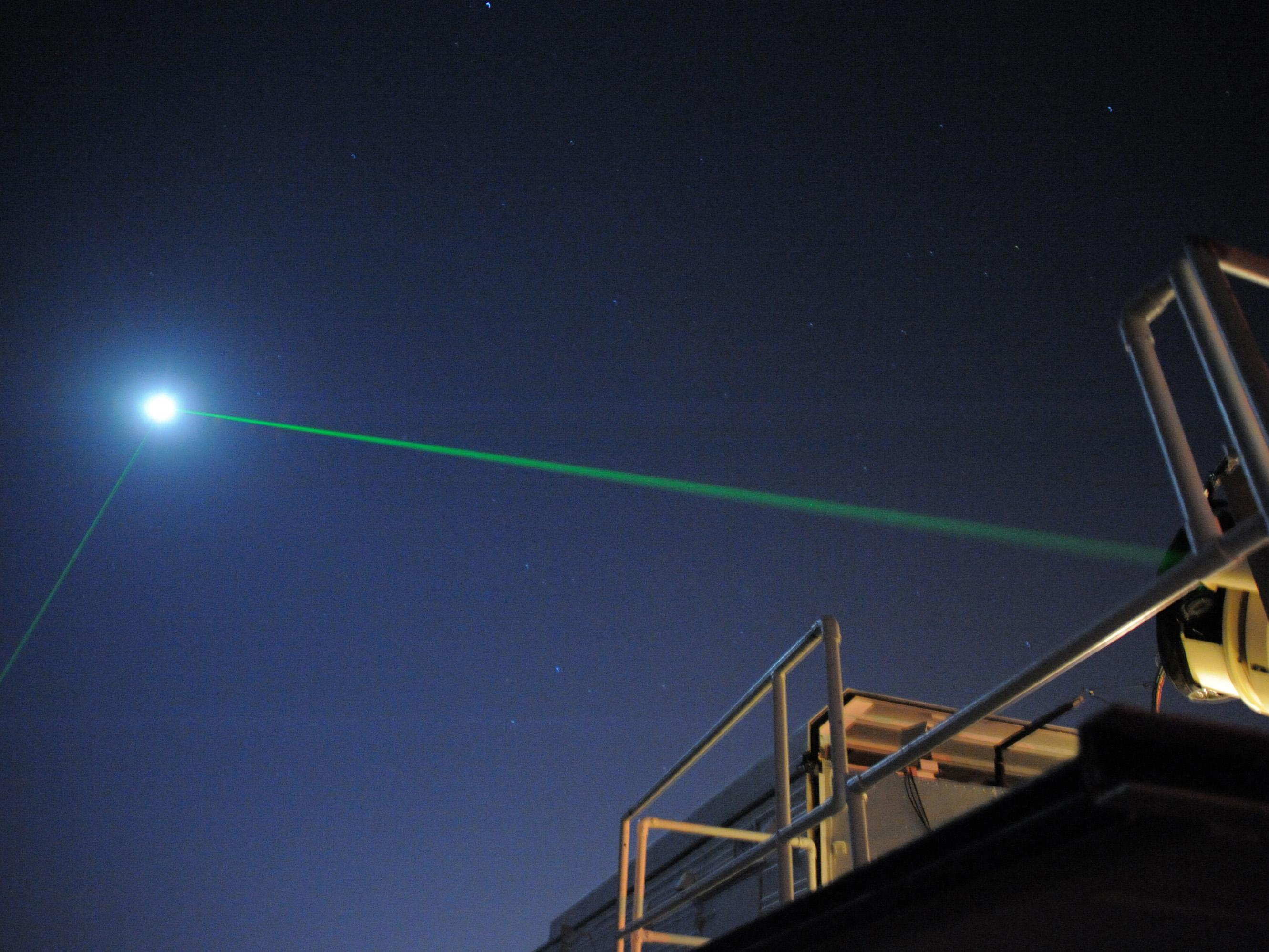
Aparatura pomiarowa w Centrum Lotów Kosmicznych imienia Roberta H. Goddarda.